# Пабилонис
Пабилонис (итал. Pabillonis) је насеље у Италији у округу Медио Кампидано, региону Сардинија.
Према процени из 2011. у насељу је живело 2806 становника. Насеље се налази на надморској висини од 46 м.

## Становништво
Према резултатима пописа становништва 2011. у општини је живело 2.948 становника.
| 1931. | 1936. | 1951. | 1961. | 1971. | 1981. | 1991. | 2001. | 2011. |
| ----- | ----- | ----- | ----- | ----- | ----- | ----- | ----- | ----- |
| 1.813 | 1.983 | 2.539 | 2.793 | 3.150 | 3.123 | 3.106 | 3.044 | 2.948 |